# مشطراس
مشطراس (به عربی: مشطراس) یک شهرداری در الجزایر است که در استان تیزی وزو واقع شده‌است.